# Le petit duc
Le petit duc (título original en francés; en español, El duquesito) es una opéra-comique en tres actos con música de Charles Lecocq y libreto en francés de Henri Meilhac y Ludovic Halévy. Se estrenó en el Théâtre de la Renaissance, París, el 25 de enero de 1878 y repuesta allí en las temporadas de los años 1879, 1881 y 1883 con Granier. 
Es una ópera poco representada en la actualidad; en las estadísticas de Operabase aparece con sólo una representación en el período 2005-2010.

## Personajes
| Personaje                     | Tesitura     | Reparto del estreno, 25 de enero de 1878 (Director: Raoul Madier de Montjau) |
| ----------------------------- | ------------ | ---------------------------------------------------------------------------- |
| Duque de Parthenay            | soprano      | Jeanne Granier                                                               |
| Duquesa Blanche de Parthenay  | soprano      | Mily-Meyer                                                                   |
| Diane de Château-Lansac       | mezzosoprano | Marie Desclauzas                                                             |
| Frimousse                     | tenor        | Jean-François Berthelier                                                     |
| Montlandry                    | barítono     | Eugène Vauthier                                                              |
| De la Roche-Tonnerre          | soprano      | Léa d’Asco                                                                   |
| De Navaille                   | tenor        | Urbain                                                                       |
| Bernard                       |              | Caliste                                                                      |
| De Monchevrier                |              | Elim                                                                         |
| De Tanneville                 |              | Bovet                                                                        |
| De Champvallier               |              | Hervier                                                                      |
| De Mérignac                   |              | Deberg                                                                       |
| De Nancey                     |              | Desclos                                                                      |
| De Pontgrivard                |              | Duchosal                                                                     |
| De Champlâtre                 | soprano      | Piccolo                                                                      |
| Julien                        |              | Panseron                                                                     |
| Henri                         |              | Ribe                                                                         |
| Helene                        |              | Lasselin                                                                     |
| Gontran                       |              | Dianie                                                                       |
| Gaston                        |              | Davenay                                                                      |
| Saint Anémoine                | mezzosoprano |                                                                              |
| Cortesanor, soldados, pupilos |              |                                                                              |

## Grabación
Una grabación de trece extractos se realizó en el Teatro de los Campos Eliseos en París en 1953 con Nadine Renaux, Liliane Berton, Willy Clément, René Hérent y Freda Betti, dirigida por Jules Gressier.